# Omloop Het Nieuwsblad 2025
Omloop Het Nieuwsblad 2025 va fi ediția a 80-a a cursei clasice de ciclism Omloop Het Nieuwsblad, cursă de o zi. Cursa face parte din calendarul UCI World Tour 2025 și se va desfășura pe 1 martie 2025.

## Echipe participante
Întrucât Omloop Het Nieuwsblad este un eveniment din cadrul Circuitului mondial UCI 2025, toate cele 18 echipe UCI au fost invitate automat și obligate să aibă o echipă în cursă. Șapte echipe profesioniste continentale au primit wildcard.

### Echipe UCI World
| - Alpecin–Deceuninck - Arkéa–B&B Hotels - XDS Astana Team - Red Bull–Bora–Hansgrohe - Cofidis - Decathlon–AG2R La Mondiale - EF Education–EasyPost - Groupama–FDJ - Ineos Grenadiers | - Intermarché–Wanty - Lidl–Trek - Movistar Team - Soudal Quick-Step - Team Bahrain Victorious - Team Picnic-PostNL - Team Jayco–AlUla - Visma–Lease a Bike - UAE Team Emirates XRG |  |

### Echipe continentale profesioniste UCI
| - Israel–Premier Tech - Lotto–Dstny - Q36.5 Pro Cycling Team - Team Flanders–Baloise | - Tudor Pro Cycling Team - Unibet Tietema Rockets - Uno-X Mobility |  |

## Rezultate
Rezultate finale.
| Loc | Concurent | Echipă | Timp |
| --- | --------- | ------ | ---- |
| 1   |           |        |      |
| 2   |           |        |      |
| 3   |           |        |      |
| 4   |           |        |      |
| 5   |           |        |      |
| 6   |           |        |      |
| 7   |           |        |      |
| 8   |           |        |      |
| 9   |           |        |      |
| 10  |           |        |      |

## Legături externe
- Site web oficial